# Marie-Claire Houard
Pour les articles homonymes, voir Houard.
 (octobre 2013).
Marie-Claire Houard est une citoyenne belge, à l'origine de différentes initiatives lors de la crise politique que traverse la Belgique en 2007 et 2008, à la suite des problèmes communautaires.

## Parcours

### Crise politique belge de 2007-2008
Marie-Claire Houard lance une pétition trilingue en faveur de l'unité de la Belgique, sur Internet, en août 2007. Elle crée ensuite un blog patriotique, reçoit la presse et participe à des débats télévisés. Le 27 septembre 2007, elle fait partie des personnalités qui apportent un soutien important à une pétition flamande réclamant le maintien de la sécurité sociale fédérale.
À l'initiative de Marie-Claire Houard, soutenue par les ASBL B Plus et Pro Belgica, environ 30 000 Wallons, Flamands et Bruxellois participent à une manifestation nationale en faveur de l'unité de la Belgique dans les rues de Bruxelles. Mais ce soutien serait principalement constitué de francophones et de bourgeois bruxellois,.  Marie-Claire Houard remet ensuite les 140 000 signatures recueillies par sa pétition au président du Sénat Armand De Decker.
Les Éditions Luc Pire ont consacré un livre, Le Cœur des Belges, à son parcours et à la manifestation nationale du 18 novembre 2007. Ce livre a été rédigé par Marie-Claire Houard et Vincent Godefroid, journaliste.

### Révélations dans la presse
En 2008, le journal Sud Presse révèle que Marie-Claire Houard a été licenciée de son travail à La Poste pour avoir escroqué 5 000 euros à des personnes âgées en 1999-2000. La somme a été remboursée aux clients de La Poste qui avaient été lésés et aucune poursuite n'a été engagée. Cette affaire a été portée sur la place publique de nombreuses années après les faits, alors que Marie-Claire Houard avait acquis une certaine notoriété en raison de ses activités politiques.

### Chute du gouvernement Leterme
Au printemps 2010, à la suite de la seconde chute du gouvernement Leterme, Marie-Claire Houard ressort de l'anonymat. Elle apporte son soutien aux organisateurs de la manifestation du 16 mai 2010 à Bruxelles en faveur de l'unité de la Belgique, jugée par le principal quotidien belge francophone Le Soir comme une « faible mobilisation pour l'unité de la Belgique » en raison du nombre limité de participants (1850 personnes). Selon la RTBF, la plupart des participants étaient francophones.
Elle réitère une pétition et une manifestation en 2011.